# Bettelainville
Bettelainville (Duits: Bettsdorf ) is een gemeente in het Franse departement Moselle (regio Grand Est) en telt 598 inwoners (1999). De gemeente maakt deel uit van het arrondissement Thionville.

## Geografie
De oppervlakte van Bettelainville bedraagt 13,9 km², de bevolkingsdichtheid is 43,0 inwoners per km².
De onderstaande kaart toont de ligging van Bettelainville met de belangrijkste infrastructuur en aangrenzende gemeenten.

## Demografie
Onderstaande figuur toont het verloop van het inwonertal (bron: INSEE-tellingen).